# 吳李玉哥
吳李玉哥（1901年2月23日—1991年3月30日），福建仙遊人，晚年習畫，開啟台灣樸素藝術風潮。

## 生平

### 背景
吳李玉哥為福建仙遊縣楓亭鎮人，出身從事染印業的家族，十七歲結婚，生六男四女，兒子中僅幼子吳兆賢順利成人。
1949年間，吳李玉哥帶幼子吳兆賢到臺灣後，以刺繡女紅為生，並支持兒子向畫家何鐵華、張義雄學畫。她為了支持兒子學畫，還會犧牲自己伙食，被鄰居們嘲笑。晚年，吳李玉哥與孫子們一同住在台北市撫遠街公寓。

### 成名
研究樸素藝術的學者蘇振明指出，吳李玉哥是「台灣第一位樸素藝術家」。
約1959年間，吳李玉哥受張義雄鼓勵，先嘗試以油畫作畫。她所畫的景象多數是回憶家鄉的田園花木與民俗節慶，再來是她到臺灣之後的旅遊經驗和家族生活，被評為具中國刺繡典雅的形色美感。像畫作《野菊盛開》是將野菊花畫大，配合一群簇擁，場景歡樂的人群。對創作理念，她自道「我畫給自己看，也帶給別人喜悅，願把人間變成圖畫，使人人生活在美麗的世界裡...」。1960年3月11日到13日，吳李玉哥首次在台北市新生報大樓舉行畫展，被當時新聞比喻是摩西奶奶。畫展由是黨國大老呂無畏作介紹文，文末還有賈景德、于右任等人的簽名。臺灣的樸素藝術風潮，就源起吳李玉哥這次個展，之後有洪通、林淵的成名。
同年，吳李玉哥的油畫《碧潭》入選臺陽美術協會畫展後，名聲逐漸傳開。她從二、三尺的小畫，進而畫六、七丈的長卷。七十四歲，她費時一年多完成件寬約一公尺、長約九十公尺的長畫《人生之花園》，畫出一百多十棵樹、三千多位小孩，之後還至德國巡迴展覽。
1989年，吳李玉哥在兒子陪同下，回福建見到睽違四十多年的女兒們。晚年，她又嚐試泥塑。1991年3月30日上午8時25分，吳李玉哥因心肌梗塞病逝於基隆長庚醫院。

## 身後
1992年，陳景容八旬的母親陳趙月英在報刊上見到介紹吳李玉哥，從此步入繪畫生涯，成為素人畫家。
1996年間，臺大醫院新大樓在各樓層擺設吳李玉哥的複製畫。2013年5月，台北市立美術館策劃展覽「花花：世界」，就包含素人畫家吳李玉哥、和張李富的畫作。

## 書籍
- . 雄獅圖書. 1990.
- 李再鈐. . 漢光文化. 1992. ISBN 9789576291791.
- 廖瑾瑗. . 雄獅圖書. 2009. ISBN 9789860207118.